# 知多半島りんくう病院
知多半島りんくう病院（ちたはんとうりんくうびょういん）は、愛知県常滑市にある地方独立行政法人知多半島総合医療機構が運営する病院。1959年（昭和34年）5月開院。救急告示病院に指定されている。

## 歴史

### 旧施設時代
1959年（昭和34年）5月に「常滑市民病院」として開院した。

### 現行施設時代
鯉江本町からニュータウンの飛香台に移転し、2015年（平成27年）4月4日に新病院が竣工した。
新病院は同年5月1日に開院し、外来診療は同年5月7日から本格的に開始した。中部国際空港に近いことから未知の感染症蔓延防止のため、日本では4番目の開設となる「特定感染症病床」が整備された。
また、新病院への移転に際して発足した市民グループ「百人会議」に参加していた市民などの要請もあり、院内の案内や患者のサポートなどを行うボランティア制度が導入され、新病院開設時点では約120名のボランティアが参加・登録している。
2025年（令和7年）4月1日より、知多半島総合医療センター(旧・半田市立半田病院)と地方独立行政法人知多半島総合医療機構を設立し、知多半島りんくう病院に名称を変更した。

## 診察科
- 循環器内科
- 消化器内科
- 血液内科
- 腎臓内科
- 呼吸器内科
- 神経内科
- 内分泌・代謝内科
- 外科
- 肛門科
- 血管外科
- 乳腺外科
- 脳神経外科
- 整形外科
- 小児科
- 婦人科
- 皮膚科
- 泌尿器科
- 眼科
- 耳鼻咽喉科
- リハビリテーション科
- 歯科口腔外科

## 医療機関の認定
- 保険医療機関[6]
- 労災保険指定医療機関[6]
- 指定自立支援医療機関（更生医療）[6]
- 指定自立支援医療機関（育成医療）[6]
- 指定自立支援医療機関（精神通院医療）[6]
- 身体障害者福祉法指定医の配置されている医療機関[6]
- 精神保健指定医の配置されている医療機関[6]
- 生活保護法指定医療機関[6]
- 結核指定医療機関[6]
- 指定小児慢性特定疾病医療機関[6]
- 難病の患者に対する医療等に関する法律（平成26年法律第50号）に基づく指定医療機関[6]
- 戦傷病者特別援護法指定医療機関[6]
- 原子爆弾被害者医療指定医療機関[6]
- 原子爆弾被害者一般疾病医療取扱医療機関[6]
- 特定感染症指定医療機関、第一種感染症指定医療機関又は、第二種感染症指定医療機関[6]
- 公害医療機関[6]
- 母体保護法指定医の配置されている医療機関[6]
- 臨床研修病院[6]
- 肝疾患診療連携拠点病院[6]
- 特定疾患治療研究事業委託医療機関[6]
- 在宅療養後方支援病院[6]
- DPC対象病院[6]
- このほか、各種法令による指定・認定病院であるとともに、各学会の認定施設でもある。

## 交通アクセス
- 名鉄常滑線「常滑駅」からバスまたはタクシーで10分程度。徒歩で約30分。
- 「常滑市民病院」バス停は正面玄関前にある。常滑市北部バス[7]とコミュニティバスが停車する。
- 知多横断道路（セントレアライン）「常滑インターチェンジ」より約2分。